# Alhaji Gero
Alhaji Gero, właśc. Salisu Abdullahi Gero (ur. 10 października 1993 w Kano) – nigeryjski piłkarz występujący na pozycji napastnika, jednokrotny reprezentant Nigerii.

## Kariera klubowa
Zanim Gero trafił do Szwecji, występował w rodzinnym kraju w klubach El-Kanemi Warriors, Lobi Stars, Kaduna United i Enugu Rangers. Piłkarzem Östers IF został latem 2013 roku. W 2015 przeszedł do Viborg FF, a w 2016 do Östersunds FK.

## Kariera reprezentacyjna
27 lipca 2013 zaliczył jeden występ w reprezentacji Nigerii w przegranym 0:2 meczu z Wybrzeżem Kości Słoniowej w kwalifikacjach Mistrzostw Narodów Afryki 2014.

## Sukcesy
Östersunds FK
- Puchar Szwecji: 2016/17